# Fritz Drechsler

Fritz Drechsler

Fritz Drechsler (* 24. Oktober 1861 in Leipzig; † 29. Oktober 1922 ebenda) war ein deutscher Architekt. Er gilt als einer der Hauptvertreter der Jugendstil-Architektur in Leipzig. 

## Leben
Nach dem Besuch der Leipziger Baugewerkschule und der Kunstakademie arbeitete Fritz Drechsler zehn Jahre im Atelier des Architekten Arwed Roßbach, ehe er 1897 als selbstständiger Architekt das Thüringer Dorf für die Sächsisch-Thüringische Industrie- und Gewerbeausstellung Leipzig 1897 entwarf und dafür große Anerkennung durch die Fachwelt erhielt.
Für seinen Wettbewerbsentwurf unter dem Kennwort „Frühling“ beim im März 1899 ausgeschriebenen Wettbewerb für ein neues Künstlerhaus am heutigen Nikischplatz bekam Drechsler den Ersten Preis zuerkannt. Man beauftragte ihn, den wohl interessantesten Leipziger Jugendstilbau zu errichten. Das im Zweiten Weltkrieg zerstörte Künstlerhaus gilt heute als Drechslers Hauptwerk.
Bis zum Ersten Weltkrieg schuf Drechsler weitere, vorwiegend im Jugendstil gestaltete Bauten oder er verband Elemente des Historismus mit Elementen des Heimat- und Jugendstils, wie im 1904–1905 errichteten Rathaus Schönefeld.
Des Weiteren entwarf er für die Internationale Baufach-Ausstellung 1913 (IBA) den historischen Ausstellungsbereich „Alt-Leipzig um 1800“, dessen Gestaltung Drechslers großes Verständnis für überkommene Architekturwerte bezeugte.
Die von Drechsler für das 12. Deutsche Turnfest erbaute Turnhalle war mit 5.000 Quadratmetern die damals größte Sporthalle in Deutschland. Erstmals in Deutschland wurden hier zwei Hallen übereinander gebaut. Die am 28. Juni 1913 eröffnete Halle wurde 1967/1968 vom Baukombinat Leipzig umgebaut. Nach einer umfassenden Sanierung und Modernisierung wurde sie am 1. September 2011 wiedereröffnet.
Drechslers Atelier befand sich in der Windmühlenstraße 27.

## Bauten in Leipzig (Auswahl)
- 1897: „Thüringer Dorf“ auf der Sächsisch-Thüringischen Gewerbeausstellung Leipzig 1897 (nach Ausstellungsende abgebrochen)
- 1899: Mehrfamilienhaus Arndtstraße 63 (unter Denkmalschutz)
- 1899–1900: Künstlerhaus, Nikischplatz 2 (1943 zerstört)
- 1903–1904: Mehrfamilienhaus-Paar, Kurt-Eisner-Straße 73/75 (unter Denkmalschutz)
- 1904–1905: Rathaus Schönefeld, Ossietzkystraße 37
- 1909: Villa Seemann, Wächterstraße 32 (heute Gästehaus der Stadt Leipzig)
- 1912: Rathaus Paunsdorf, Theodor-Heuss-Straße 43
- 1913: Historischer Ausstellungsbereich „Alt-Leipzig um 1800“ auf der Internationalen Baufach-Ausstellung 1913 (nach Ausstellungsende abgebrochen)
- 1913: Sporthalle, Leplaystraße 11 (unter Denkmalschutz)[1]

## Auszeichnungen
- Silberne Medaille der Bauausstellung Dresden 1900
- Grand Prix der Weltausstellung St. Louis 1904
- Silberne Medaille der III. Deutschen Kunstgewerbeausstellung Dresden 1906
- Ritterkreuz I. Klasse des Königlich Sächsischen Albrechtsordens